# بانکووا گورا
بانکووا گورا (به لهستانی:  Bąkowa Góra) یک روستا در لهستان است که در گمینا رنچنو واقع شده‌است.